# Stavroménos (Chamalévri, Réthymnon)
Stavroménos, en grec moderne : Σταυρωμένος, est un village du dème de Réthymnon, en Crète, en Grèce. Selon le recensement de 2011, la population de Stavroménos compte 678 habitants. Le village est situé à une altitude de 10 m et à 9,5 km de Réthymnon.
La ville portuaire antique de Pantomatrion (en) se situe probablement dans la localité de Stavroménos.